# Эхсанпур, Бенам
Бенам Эхсанпур (перс. بهنام احسان‌پور‎, 16 февраля 1992) — иранский борец вольного стиля. Бронзовый призёр чемпионата мира 2019 года. Двукратный чемпион Азии по вольной борьбе.

## Биография
Борьбой начал заниматься в 2002 году. Впервые принял участие в международных соревнованиях по борьбе в 2007 году. На Азиатском чемпионате среди кадетов стал третьим.
В 2015 и 2016 годах завоёвывает серебряные медали чемпионата Азии.
В 2017 году, в весовой категории до 61 кг, на чемпионате Азии, который проходил в Индии стал чемпионом континента. Через два года уже в Китае повторил этот успех.
На предолимпийском чемпионате планеты в Казахстане в 2019 году, в весовой категории до 61 кг, иранский спортсмен завоевал бронзовую медаль.